# Physematium plummerae
Physematium plummerae — вид родини вудсієвих (Woodsiaceae), зростає на півдні США й у Мексиці.

## Біоморфологічний опис
Стебла від прямовисних до висхідних, з невеликою кількістю стійких черешкових основ неоднакової довжини; луски переважно рівномірно коричневі, але принаймні деякі двоколірні з темною центральною смугою та блідо-коричневими краями, вузько-ланцетні. Листки 5–25 × 1.5–6 см; стеблини листка від червонувато-коричневого до темно-пурпурного кольору, коли дозріває, дещо податливі й стійкі до руйнування; пластини листка від ланцетних до яйцюватих, зазвичай 2-перисті проксимально, густо залозисті, часто дещо в'язкі; рахіси з рясними залозистими волосками й кількома вузькими лусочками; пера від яйцювато-дельтоподібних до еліптичних, більші в довжину ніж ширину, різко звужені до округлої або широко гострої вершини, зрідка послаблюються, найбільші — з 5–11 парами сегментів, абаксіальні й адаксіальні поверхні залозисті, не залозисті волоски або луска відсутні; сегменти зубчасті, часто дрібно лопатеві, краї не блискучі, тонкі, щільно залозисті. Спори в середньому 44–50 мкм. 2n = 152.

## Середовище проживання
Зростає на півдні США (Аризона, Каліфорнія, Колорадо, Нью-Мексико, Оклахома, Техас) й у Мексиці (Нижня Каліфорнія Норте, Нижня Каліфорнія Сур, Чихуахуа, Халіско, Сонора). Населяє скелі та скелясті схили; росте зазвичай на гранітних або вулканічних субстратах.